# Stelis punctulata
Stelis punctulata là một loài thực vật có hoa trong họ Lan. Loài này được (Rchb.f.) Soto Arenas mô tả khoa học đầu tiên năm 2002.